# Dorylomorpha similis
Dorylomorpha similis är en tvåvingeart som beskrevs av David Edward Albrecht 1990. Dorylomorpha similis ingår i släktet Dorylomorpha och familjen ögonflugor.
Artens utbredningsområde är Thailand. Inga underarter finns listade i Catalogue of Life.